# Ceratagallia triunata
Ceratagallia triunata är en insektsart som beskrevs av Ball 1933. Ceratagallia triunata ingår i släktet Ceratagallia och familjen dvärgstritar. Inga underarter finns listade i Catalogue of Life.